# SS Ionic (1883)
SS Ionic foi um navio de carga inicialmente operado pela White Star Line. Ele foi usado em serviços da Nova Zelândia com a Shaw, Savill & Albion Line. Ele foi vendido para a Aberdeen Line em 1900, sendo rebatizado de SS Sophocles. O navio foi retirado de serviço em 1906 e desmontado em 1908.

## Serviço
Ionic foi construído pelo estaleiro Harland and Wolff em Belfast, sendo lançado no dia 11 de janeiro de 1883 e entregue aos proprietários no dia 28 de março. Ele foi posteriormente fretado pela New Zealand Shipping Company junto com dois navios da White Star Line, o SS Doric e SS Coptic, enquanto a empresa aguardava a entrega de novos navios. Depois de ser inspecionado pelo Príncipe de Gales, Ionic iniciou sua viagem inaugural de Londres para Wellington em abril de 1884.
Ele teve que ser rebocado para a Cidade do Cabo após ter o eixo da hélice danificada em 1893, e em 1894 ele foi amplamente remodelado pela Harland and Wolff. Em dezembro de 1899, ele transportou cavalos durante a Guerra dos Bôeres, e em abril de 1990, ele foi fretado pelo governo espanhol para repatriar as tropas de Manila após a Guerra Hispano-Americana. Ionic foi vendido no final daquele ano para a Aberdeen Line, como substituto do navio SS Thermopylae que havia sido perdido em setembro de 1899. A Aberdeen Line o renomeou de SS Sophocles. Ele fez sua última viagem em agosto de 1906, sendo desmontado por Thos. W. Ward em Morecambe, Lancashire, em abril de 1908.